# Angami
La llengua angami, (també anomenada Gnamei, Ngami, Tsoghami, Tsugumi, Monr, Tsanglo o Tenyidie) és una llengua naga parlada al districte de Naga Hills al nord-est de l'Índia, a la Terra dels Naga. El 2001, hi ha una estimació de 125.000 parlants angami de primera llengua (L1). Segons el marc de la UNESCO sobre la vitalitat lingüística i el perill d'extinció, l'Angami es troba en el nivell de "vulnerable", és a dir, que encara la parla la majoria dels nens, però "pot restringir-se a determinats dominis". [4]